# سفال ایرانی

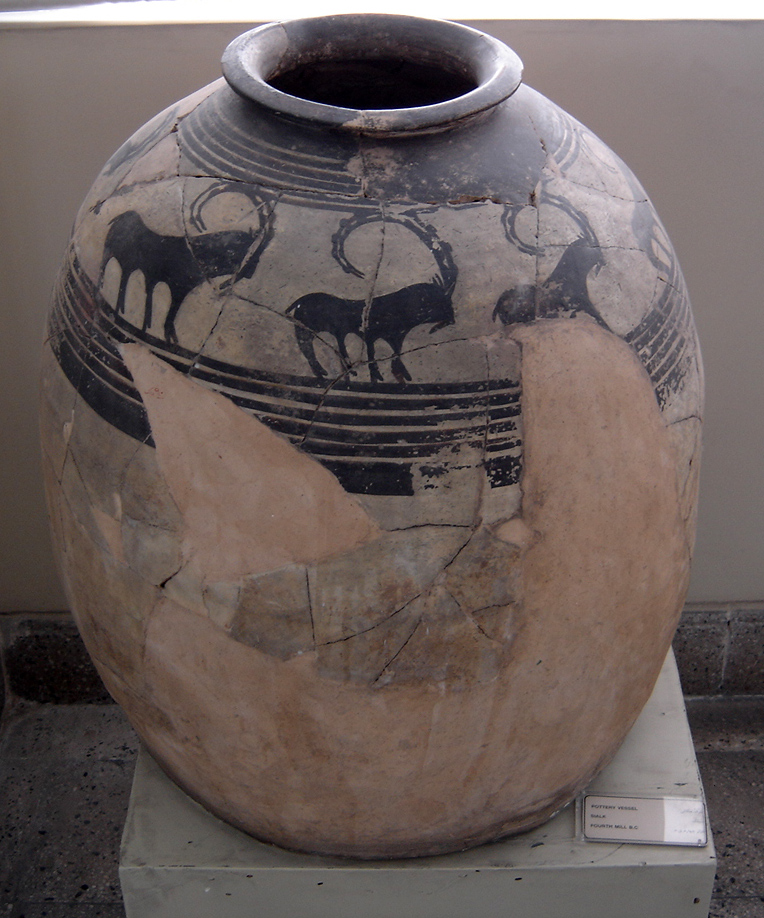
کوزه سفالی متعلق به هزاره چهارم قبل از میلاد در موزه ملی ایران

سفالگری یا کوزه‌گری ایرانی سابقه طولانی در تاریخ ایران دارد. سفالگری یکی از اولین و مهم‌ترین اختراع‌های ساخته شده توسط انسان است. برای مورخان و باستان شناسان از مهم‌ترین مظاهر هنری است. باستان شناسان از راه سفالگری با شرایط اجتماعی و اقتصادی یک دوره یا یک منطقه آشنا می‌شوند. با مطالعه سفال‌ها در مورد زندگی، دین مردم و تاریخ٬روابط اجتماعی و نگرش جامعه را نسبت به همسایگان تفسیر می‌کنند.
ساخت سفال در ایران دارای سابقه‌ای طولانی و درخشان است. با توجه به موقعیت جغرافیایی خاص کشور ایران، که در محل تقاطع تمدن‌های باستانی و در مسیرهای کاروان‌های مهم واقع است، تقریباً در هر بخشی از ایران، در زمان‌های مختلف درگیر ساخت سفال بوده‌اند.
با این حال، حفاری‌های اخیر و تحقیقات باستان‌شناسی نشان داد که چهار منطقه عمده در تولید سفال در فلات ایران وجود دارد: بخش نخست شامل غرب کوه‌های زاگرس و نواحی لرستان است. بخش دوم شامل نواحی جنوب دریای خزر است که استان‌های گیلان و مازندران را در بر می‌گیرد. این دو منطقه نخستین نواحی در فلات ایران بوده‌اند که سفالگری را آغاز نموده‌اند. بخش سوم شامل شمال غرب کشور و نواحی آذربایجان را شامل می‌شود. بخش چهارم در جنوب شرقی است و استان‌های کرمان و سیستان و بلوچستان را شامل می‌شود. افزون بر این ۴ منطقه نواحی کویری ایران را نیز می‌توان به آن اضافه کرد که قدمت ساخت سفال در آن به ۸ هزار سال پیش از میلاد بر می‌گردد.

## تاریخچه

سفالگری در لالجین

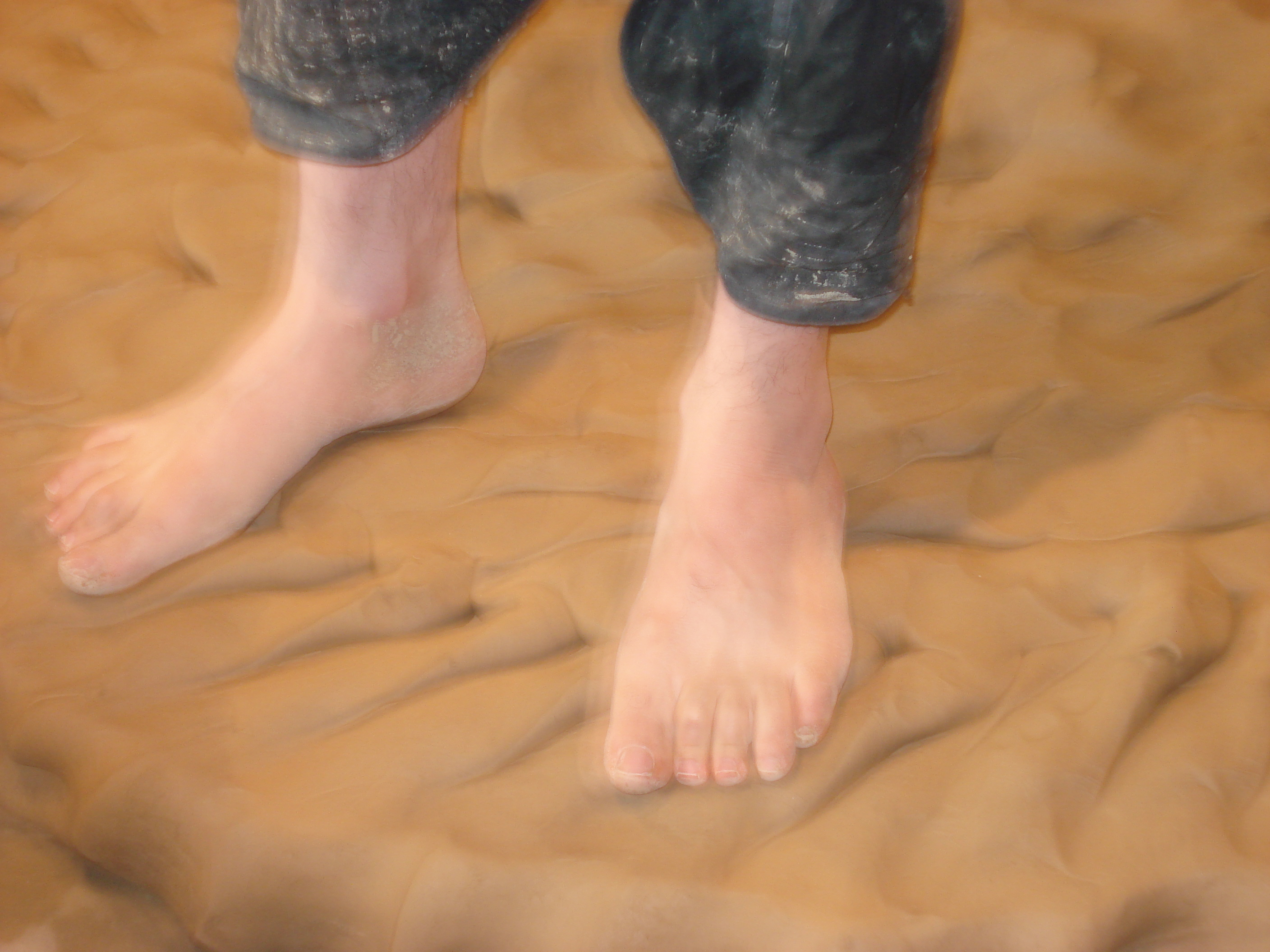
ورز دادن گل

سفال یکی از قدیمی‌ترین ساخته‌های دست بشر است که در تمام طول عمر وی از قدیمی‌ترین ایام تاکنون مورد استفاده قرار گرفته‌است. به این جهت درگاه‌نگاری دوران‌های پیش از تاریخ نقش مهمی دارد. ساخت سفال با گذشت زمان به نسبت تغییر فرهنگ‌های پیش از تاریخی و تجربه اندوزی اقوام بشری از نظر جنس، فرم، رنگ و نقش دچار تغییراتی چشمگیر شده‌است. این تغییرات عاملی تعیین‌کننده در تقسیم‌بندی انواع سفال‌های پیش از تاریخی و بعد از آن در مورد چگونگی ساخت اولین سفال بدست انسان نظرات مختلفی ارائه شده‌است. عده‌ای ریشه سفال را در صنعت سبد بافی می‌دانند و معتقدند برای اولین بار گل‌های اندودکننده کف سبدهای گیاهی پس از خشک شدن یا قرار گرفتن در آتش و سوختن چوب‌های سبد، الهام بخش سفال‌سازی بوده‌است. عامل پیدایش صنعت سفال‌سازی هر چه باشد در این مورد شکی نیست که سفال‌های اولیه دست‌ساز و خشن و ماده چسبندگی آن‌ها شن و گیاهان خرد شده بود است.
در حدود ده هزار سال پیش که انسان‌های ساکن بین‌النهرین زندگی غار نشینی و دوران جمع‌آوری غذا را پشت سر گذارده و به دوران تولید غذا شروع نموده بودند و در پهنه دشت به صورت اجتماعات اولیه کشاورزی مستقر شده بودند، تمدنی را به وجود آوردند که از مشخصات آن ساخت سفال‌های ظریف و زیبای نخودی و قرمز رنگ است. این تمدن همراه با خصوصیات دیگر آن در این منطقه شکوفا گردید و به تدریج در دنیای پیش از تاریخ در منطقه وسیعی گسترش یافت. آثار و بقایای این نوع سفال از شرق دریای مدیترانه تا دره رود سند در حفاری‌های باستان‌شناسی در مناطق باستانی آشکار گردیده‌است.
یکی از سنت‌های مشخص سفالگری فلات ایران سفال قرمز رنگ منقوش است که در طول هزاره‌های ششم و پنجم ق.م. در حاشیه کویر در فلات مرکزی ایران شکل گرفت و متداول شد. این سفال‌ها دست‌ساز و برنگ قرمز و دارای خمیری مخلوط با پودر شن یا گیاهان خرد شده‌است. این نوع سفال طی حفاری‌های باستان‌شناسی از محوطه‌های باستانی چشمه علی، قره تپه شهریار، اسماعیل‌آباد، تپه زاغه، سیلک و حصار شناسایی شده‌اند.
«در این محل (سیلک کاشان) ظروف سفالین قرمز رنگی نیز پیدا کرده‌اند که از لحاظ صنعت نسبت به ظروف پیش تا حدی کامل‌تر به نظر می‌آید و معلوم می‌شود که آن‌ها را در کوره‌های ابتدایی می‌ساختند. در هزاره چهارم پیش از میلاد مردم دشت‌نشین فلات ایران در کار زندگی پیشرفت بیشتری کردند. در قریه سیلک نموداری از آن وجود دارد، ساکنین این محل ظروف سفالین ظریف می‌ساختند و تصویر پرندگان و حیوانات وحشی را بر روی آن‌ها با رنگ سیاه منقوش می‌کردند و به تدریج این ظروف شفاف‌تر و شکل آن‌ها منظم‌تر شد، از این‌جا می‌توان حدس زد که مردم آن ناحیه جهت انجام این عمل به اختراع چرخ نائل شده بودن، چرخ آن‌ها تخته باریکی بوده‌است که بر زمین می‌گذاشته‌اند و آن را با دست می‌چرخاندند و به این ترتیب به ظروف خود شکل زیباتری می‌دادند. تاکنون شبیه این‌گونه ظروف در هیچ‌یک از کشورهای آن دوران به دست نیامده است. چنین می‌توان نتیجه گرفت که ایرانیان در این صنعت سرآمد اقوام دیگر بودند و شاید اختراع مزبور ویژه آن‌ها باشد. از ظروف سفالینی که در سیلک به دست آمده‌است تصاویر بز کوهی و اسب و خورشید و همچنین اشکال هندسی فراوان دیده می‌شود و از این اکتشافات نتیجه می‌گیریم که با وجود آنکه آهن و مفرغ در تهیه آلات و ادوات گوناگون به کار می‌رفته‌است صنایع کوزه‌گری و سفال‌سازی رونق خود را حفظ کرده‌است.»
مهم‌ترین تحول در صنعت سفالگری که این صنعت را به کلی دگرگون ساخت اختراع چرخ سفالگری است که در هزاره چهارم ق.م. اتفاق افتاده سفالگران ابتدا از چرخهای کند گردش یا بطئی استفاده کرده و سپس به چرخهای پرسرعت و تند گردش که امروز نیز مورد استفاده کارگاه‌های سفالگری سنتی است دست یافتند.
از اوائل هزاره سوم ق.م. نوع دیگری سفال از مناطق شمال فلات ایران به سمت داخل فلات نفوذ می‌کند که به سفال خاکستری معروف است. این نوع سفال چرخساز می‌باشد و از نظر سبک ساخت و تزیینات تحت تأثیر ظروف فلزی هم عصر خود قرار گرفته‌است. سفال خاکستری با تکنولوژی بالا و در کوره‌ای مخصوصی که سفالگر به خوبی در آن کنترل حرارت و میزان اکسیداسیون فعال را اعمال می‌کرده‌است پخته شده‌اند. فرهنگ سفال خاکستری از اوائل هزاره سوم ق.م. در مناطق باستانی یانیک تپه اردبیل، تورنگ تپه گرگان، تپه حصار دامغان شناسایی شده‌است. سفال خاکستری براق در طول عصر آهن یعنی از اواسط هزاره دوم ق.م. به بعد در اکثر نقاط فلات ایران گسترش یافت و در همین دوره به اوج زیبائی، ظرافت و پیشرفت تکنیکی در ساخت و پخت و و تزیین رسید. از نیمه‌های هزاره اول ق.م. با رونق فلزکاری صنعت سفالگری رو به افول می‌رود به‌طوری‌که در دوران تاریخی سفال‌های ساخته شده، عمدتاً بسیار خشن و بدون نقش هستند و از ظرافت سفال‌های پیش از تاریخی خبری نیست.

### دوره پیش از تاریخ

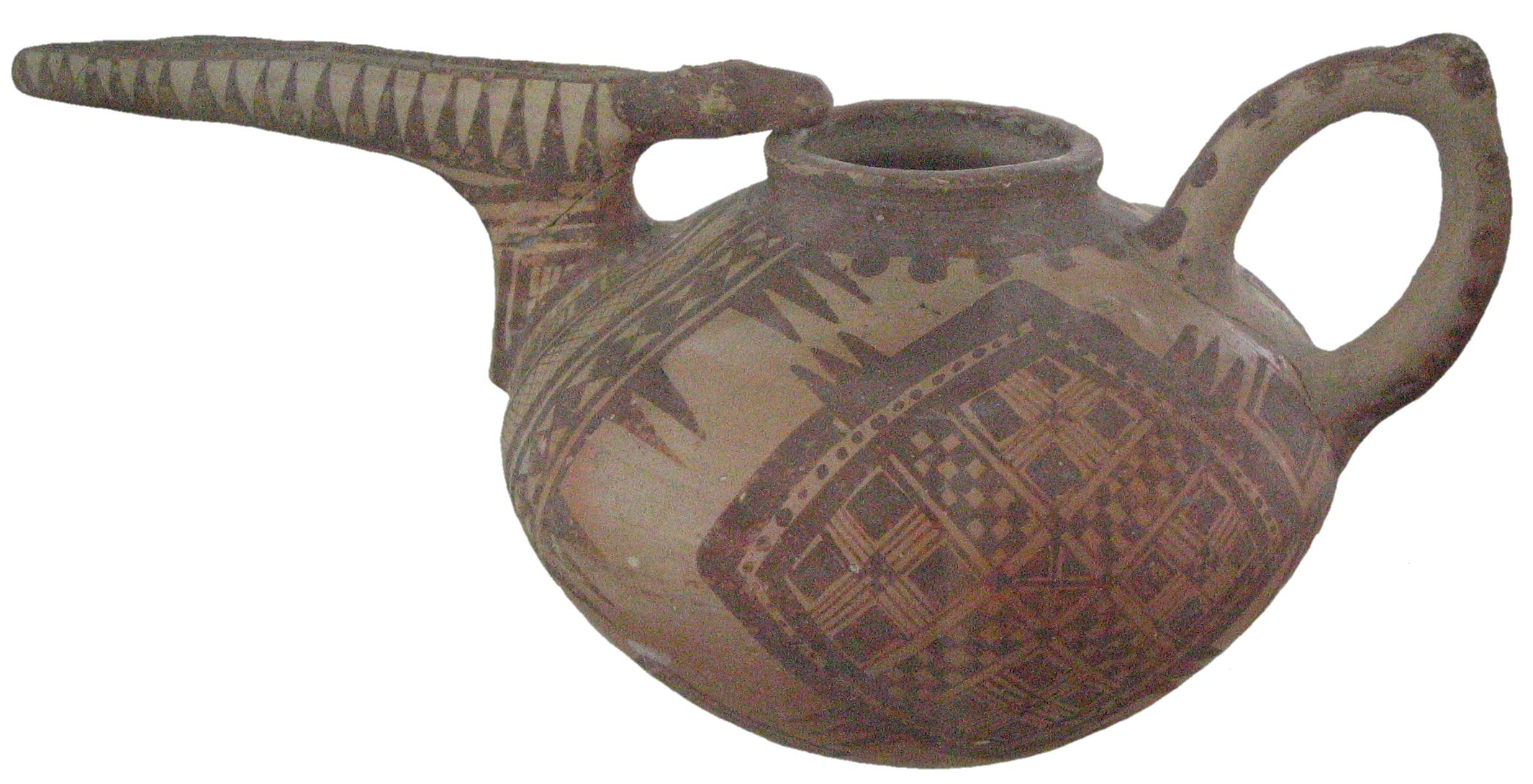
مجموعه سیلک تهران در موزه ملی ایران.

یکی از نخستین سایت‌های شناخته شده در کاوش‌های باستان‌شناسی ماقبل تاریخ تپه گنج دره در کرمانشاه است که پیشینه آن به هشت هزار سال پیش از میلاد بر می‌گردد یکی دیگر از مناطق کشف شده با قدمت پیش از تاریخ غارهای کمربند در منطقه جنوبی دریای خزر در نزدیکی بهشهر است.

### مادها و هخامنشیان (۷۲۸–۳۳۰ پیش از میلاد)

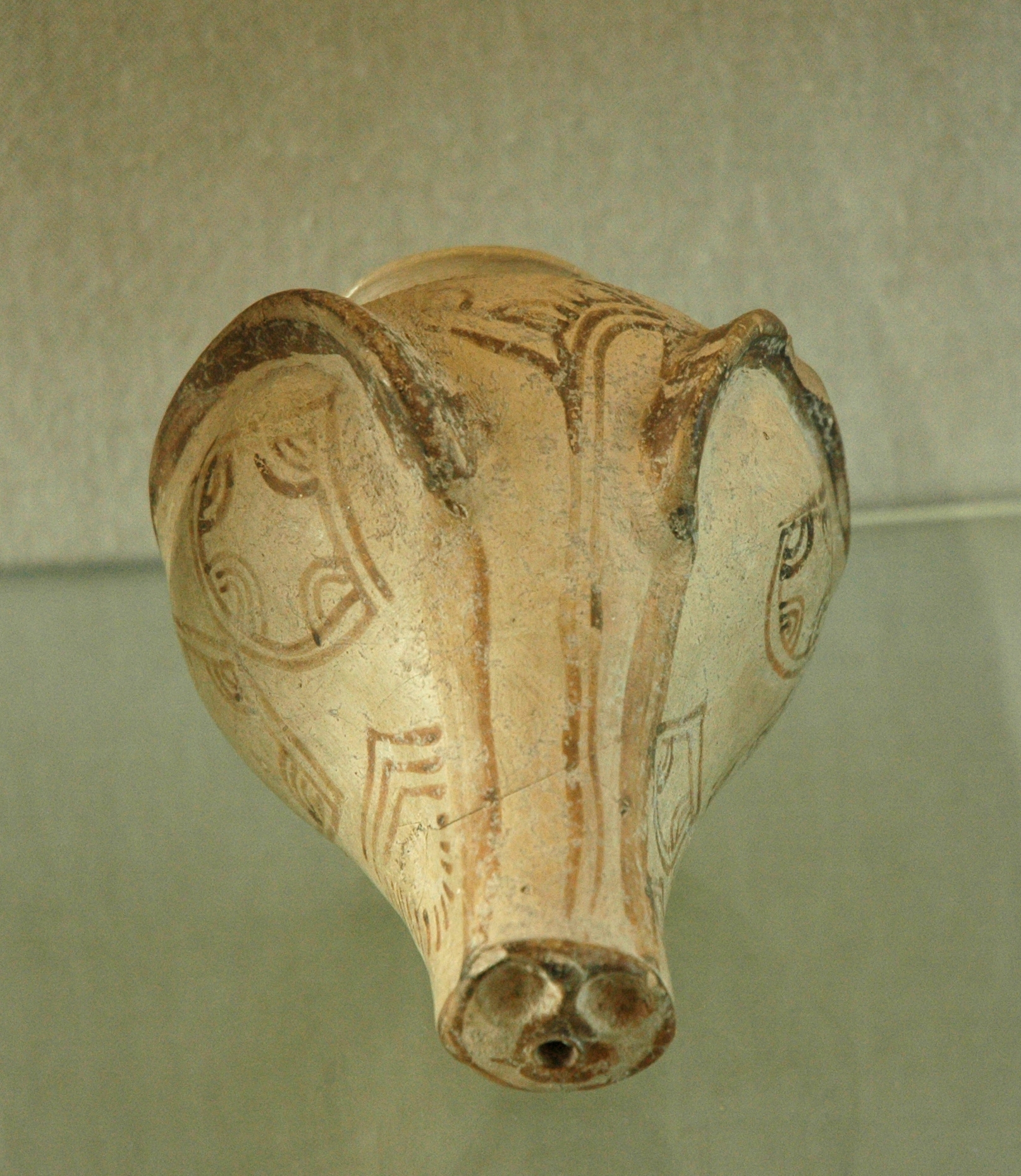
ریتون نمونه‌ای از سفالگری در دوران هخامنشیان

از سفالگری در دوران ماد اطلاعات زیادی در دست نیست. آثار این دوره را می‌توان در نزدیک ملایر و بیستون و همچنین استان‌های کردستان و گیلان یافت.
کاوش‌های اخیر توسط مرکز تحقیقات باستان‌شناسی ایران در سایت زیویه نشان می‌دهد یکی از مهم‌ترین نوآوری‌ها در فناوری سفالگری و سرامیک که دربرگیرنده ظروف لعاب دار می‌شود در این دوران رخ داده‌است.
با آمدن سلسله هخامنشی در سده ششم پیش از میلاد پیشرفت‌های زیادی در ساخت سفال صورت گرفته‌است. در این دوران سفال ظریف با شکل‌های تازه ساخته شده‌اند. برای نمونه می‌توان به ریتون یا تکوک اشاره کرد. سطوح سفال‌های حکاکی و تزئین می‌شده‌اند.
کاوش و حفاری در تخت جمشید و شوش نشان داده‌است که دیوارهای کاخ‌ها با آجر لعاب، که شامل دکوراسیون استادانه درست شده بودند و با تصاویر حیوانات و سربازان پوشیده بوده‌است.

### اشکانیان (۲۴۸–۲۲۴ پیش از میلاد)
تا چندی پیش اطلاعات زیادی از هنراشکانی در دست نبود. پس از کاوش‌های باستان‌شناسی پروفسور آرتور اوفام چندین سایت باستان‌شناسی وابسته به دوران اشکانی کشف، بررسی و شناخته شد. برخی از این سایت‌ها فراتر از مرزهای کنونی ایران است برای نمونه نساء در آسیای میانه یا دورا اروپوس د ر سوریه را می‌توان نام برد که آثار هنر اشکانیان در آن‌ها وجود دارد. سایت‌های باستان‌شناسی وابسته به دوران اشکانی در داخل ایران نیز بسیارند که می‌توان به سایت‌های کنگاور، صددروازه٬هگمتانه و سایت‌های گوناگون در دشت گرگان، گیلان و سیستان اشاره کرد.
از اکتشافات جدید باستانی اطلاعات بسیاری از سفالگری و هنر اشکانیان به دست آمده و نشان می‌دهد که سفالگری در در سراسر امپراتوری اشکانی یکسان نبوده‌است. سفال اشکانی را می‌توان به دو گروه عمده تقسیم کرد: ظروف لعاب دار و بدون لعاب، سفال‌های بدون لعاب بیشتر کاسه، فنجان‌های کوچک و شیشه‌های بزرگ با پایگاه‌های محدب و بدون هیچ گونه تزیین سطح را شامل می‌شد.

### ساسانیان (۲۲۴–۶۵۱ میلادی)
به‌طور کلی می‌توان گفت که سفال ساسانی به بیان دقیق، با تفاوت‌هایی تداوم سنت‌های اشکانی است. سفال‌های دوران امپراتوری ساسانیان شامل دو دسته بدون لعاب که بیشتر کوزه‌های بزرگ، کوزه‌ها، و انواع مختلف کاسه را شامل می‌شد.
بیشاپور٬سیراف، کنگاور، دشت گرگان ٬تورنگ تپه٬تخت سلیمان٬تخت ابونصر در استان فارس و قابیرا در نزدیکی کرمان سایت‌هایی هستند که آثار هنر ساسانیان در آن‌ها کشف شده‌اند. در دوران ساسانی رنگ سبز فیروزه‌ای یا آبی فیروزه‌ای مهم‌ترین رنگ برای سفال‌های می‌شود.

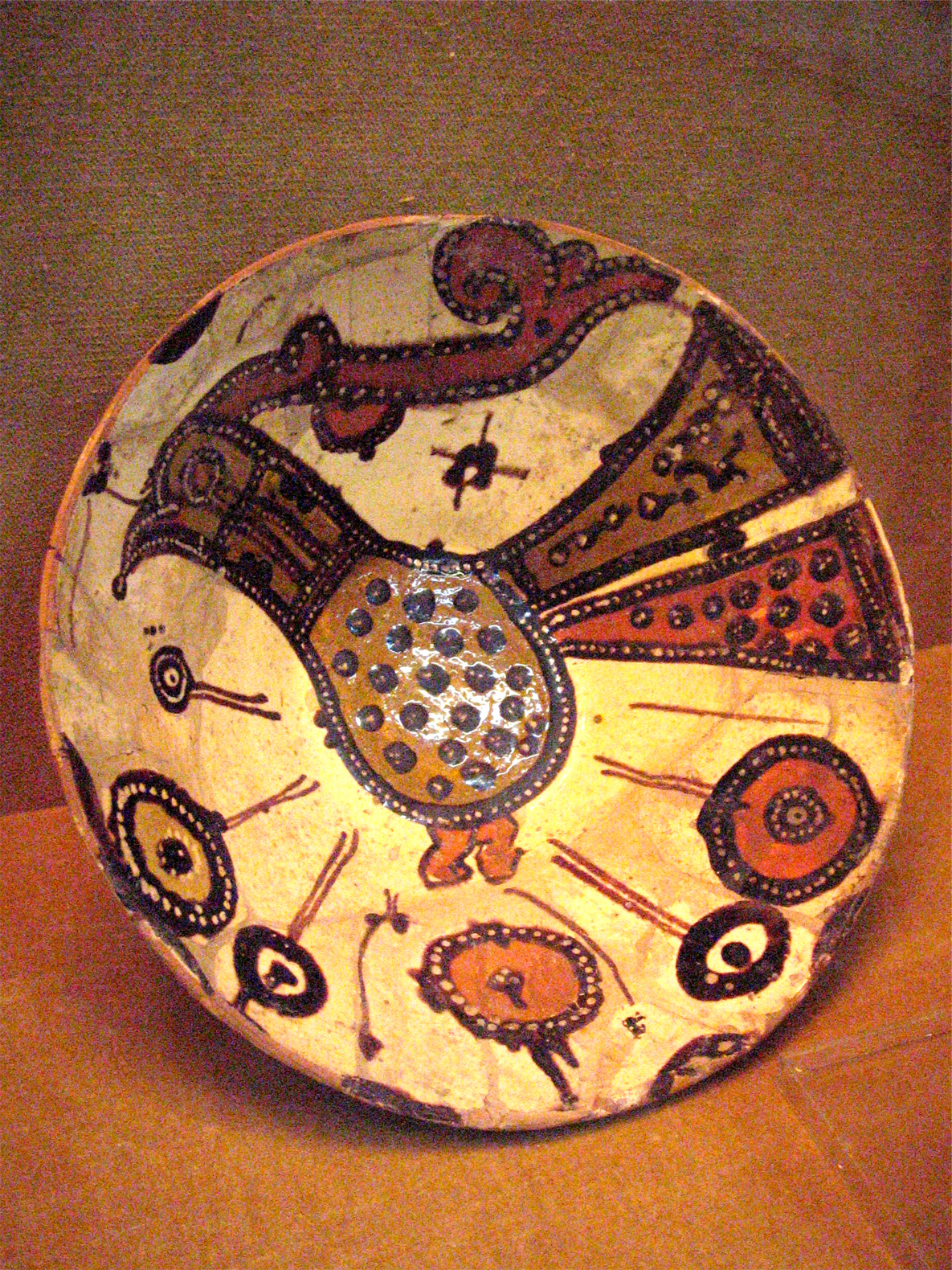
ظرفی سفالی از نیشابور مربوط به دوران طلایی اسلام (نهم یا دهم میلادی)، موزه ملی ایران

### دوره اسلامی
در دوران پس از اسلام در ایران آثار سفالین گوناگونی به ویژه از سده دوازدهم میلادی تا هفدهم - به ویژه از دوران صفویان - یه یادگار مانده‌است. بسیاری از این آثار در کاشان، کرمان و اصفهان درست شده‌اند. در این رابطه مقاله‌ها و کتاب‌های گوناگونی منتشر شده‌است از جمله با عنوان «سفال ایرانی در نخستین دوره جهانی» (Persian Pottery in the First Global Age) در سال ۲۰۱۳ توسط انتشارت بریل و موزه سلطنتی انتاریو در کانادا به چاپ رسیده‌است.

### دوره معاصر

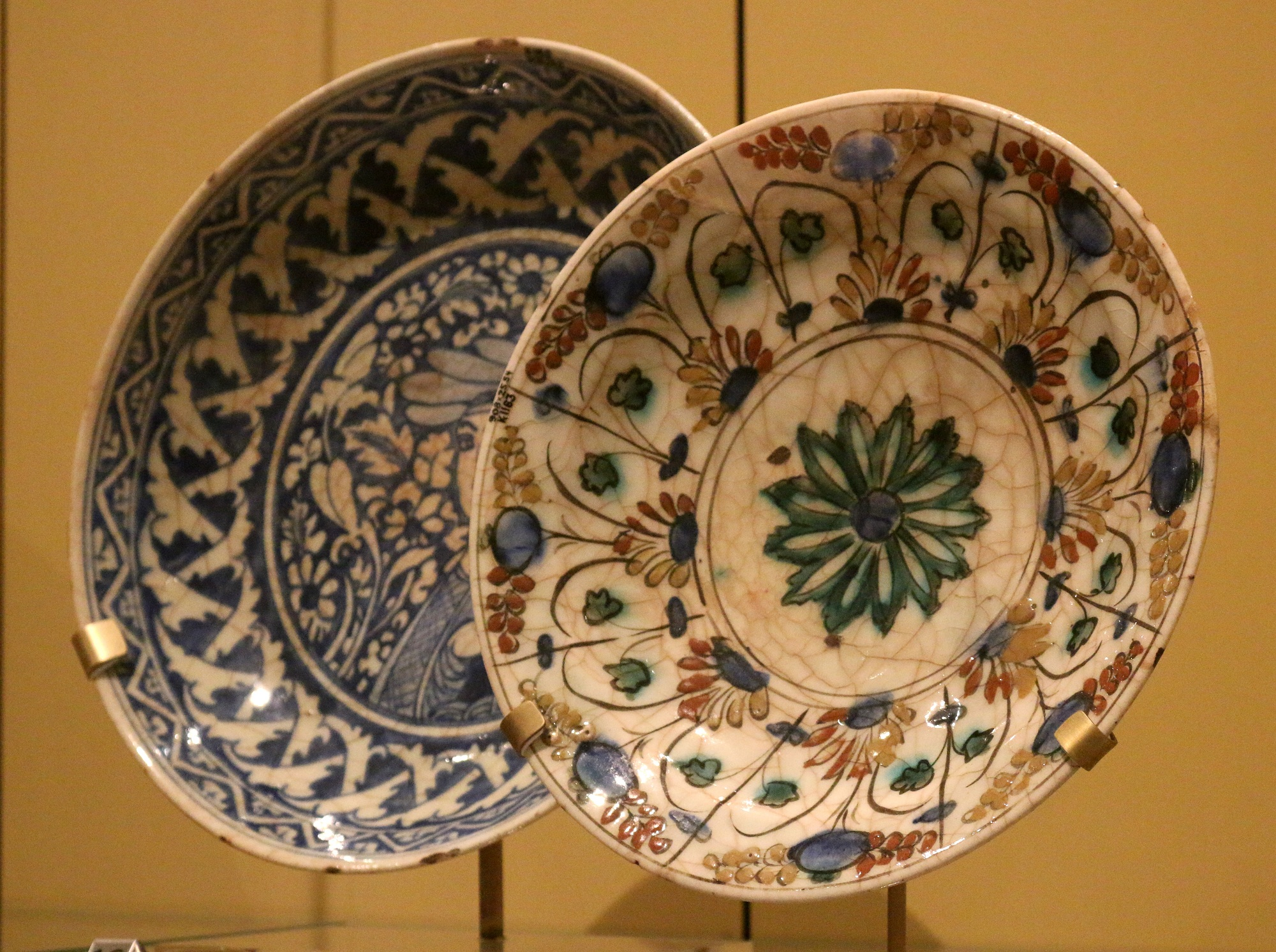
سفال‌های اصفهانی سده هفدهم میلادی، موزه سلطنتی انتاریو

در اواخر قرن ۱۹ چند روحانی و تاجر مانند مجدالاسلام کرمانی، سیدجمال‌الدین واعظ اصفهانی، میرزا نصرالله ملک‌المتکلمین و محمد حسین کازرونی انجمنی برای پیشرفت مصرف تولیدات بومی در اصفهان افتتاح کردند. میرزا تقی‌خان امیرکبیر نیز تعدادی کارگاه محلی برای تولید لباس نظامی، پارچه، سرامیک، ظروف بلور، درشکه و لوازم مختلف خانگی احداث کرد. با این حال تا پیش از انقلاب مشروطیت هیچ قانونی دربارهٔ صنایع‌دستی تدوین نشد. در سال ۱۳۲۸ هجری قمری، مجلس شورا «قانون اداری وزارت معارف و اوقاف و صنایع مستظرفه» را تصویب کرد و بعد از انقلاب مشروطیت نام وزارت معارف به وزرات معارف و اوقاف و صنایع مستظرفه تغییر کرد. اما پس از آن دوباره همه چیز به دست فراموشی سپرده شد تا اینکه در سال ۱۳۴۷ شمسی با تصویب هیئت وزیران، مرکز صنایع‌دستی وابسته به وزارت اقتصاد وظیفه ساماندهی و هماهنگ نمودن وضعیت صنایع‌دستی کشور را به عهده گرفت.
از سال ۱۳۴۳ اداره هنرهای زیبا به منظور احیای هنرهای بومی و ملی ایران شروع به گردهمایی و استخدام هنرمندان بنام کشور در زمینه‌های مختلف هنری کرد که از جمله استاد مقصود پاشایی در رشته سفال و سرامیک از این دسته هنرمندان بود. ایشان بعد از اتمام مراحل ساخت ساختمان سازمان میراث فرهنگی کنونی به این محل نقل مکان کردند. برای هر یک از هنرهای تجسمی کارگاه بسیار پیشرفته ای تأسیس شد و پس از انقلاب سازمان میراث فرهنگی و وزارت فرهنگ و ارشاد تمامی این هنرمندان را به استخدام خود درآوردند.
مقصود پاشایی از سال ۱۳۶۳ ریاست کارگاه سفال و سرامیک را بر عهده گرفت. طی ۳۶ سال فعالیت در این سازمان آثار ماندگاری از وی برجای مانده که لوگوی همان سازمان میراث فرهنگی در خیابان آزادی یکی از بی شمار آثار اوست.
وی اولین نشان درجه یک هنری کشور در رشته سفال و سرامیک را از نهاد ریاست جمهوری و وزارت فرهنگ و ارشاد در سال ۱۳۷۶ دریافت کرد.
از وی به پاس احیای هنر سفالگری ایران توسط روسای جمهور، وزرای فرهنگ و ارشاد، روسای سازمان میراث فرهنگی، دانشگاه‌های هنر و موزه‌های مهم کشور به دفعات تقدیر به عمل آمده‌است.